# Decreto
Um decreto, em termos gerais e globais, e respeitados em cada sistema jurídico, é uma ordem emanada de uma autoridade superior ou órgão (civil, militar, leigo ou eclesiástico) que determina o cumprimento de uma resolução.

## Decreto por jurisdição

### Brasil
No sistema jurídico brasileiro, os decretos são atos administrativos da competência dos chefes dos poderes executivos (presidente, governadores e prefeitos).
Um decreto é usualmente utilizado pelo chefe do poder executivo para fazer nomeações e regulamentações de leis (como para lhes dar cumprimento efetivo, por exemplo), entre outras coisas. 
Decreto é a forma de que se revestem dos atos individuais ou gerais, emanados dos chefes do Poder Executivo (Presidente da República, Governador e Prefeito). Pode subdividir-se em decreto geral e decreto individual - este a pessoa ou grupo e aquele a pessoas que se encontram em mesma situação.
O decreto tem efeitos regulamentar ou de execução, expedido com base no artigo 84, IV da CF, para fiel execução da lei, ou seja, o decreto detalha a lei. Não podendo ir contra a lei ou além dela.
Existem ainda os decretos legislativos, que são atos aprovados pelo Plenário dos legislativos – federal, estadual e municipal – sobre matéria de sua exclusiva competência que tenham efeitos externos a eles.

### Portugal
Em Portugal existem vários tipos de decretos, emitidos pelos vários órgãos de soberania ou pelos órgãos de governo próprio das regiões autónomas. Existem, atualmente:
1. Decretos-lei - são os diplomas legislativos emitidos pelo Governo da República no âmbito das suas competências legislativas definidas pelo artigo 198.º da Constituição;
2. Decretos legislativos regionais - são os diplomas legislativos, de âmbito regional, emitidos pelas assembleias legislativas das regiões autónomas, no âmbito das suas competências definidas pelos artigos 227.º e 233.º da Constituição;
3. Decretos do Presidente da República - são os decretos emitidos pelo Presidente da República, de ratificação de tratados internacionais, de nomeação ou exoneração de membros do Governo da República, ou de exercício de outras competências previstas na Constituição;

1. Decretos - são os diplomas emitidos pelo Governo da República para aprovar os acordos internacionais cuja aprovação não seja da competência da Assembleia da República ou que a esta não tenham sido submetidos ou no âmbito das suas competências administrativas definidas pelo artigo 199.º da Constituição, em relação a normas que exijam esse decreto;
2. Decretos regulamentares - são os diplomas emitidos pelo Governo da República, no âmbito das suas competências administrativas definidas pelo artigo 199.º da Constituição, para fazer regulamentos necessários à boa execução das leis e na prática de todos os atos e na tomada de todas as providências necessárias à promoção do desenvolvimento económico-social e à satisfação das necessidades colectivas;
3. Decretos regulamentares regionais - são os diplomas, emitidos pelas assembleias legislativas ou pelos governos das regiões autónomas, de regulamentação da boa execução dos decretos legislativos regionais;
4. Decretos dos representantes da República para as regiões autónomas - são os decretos de nomeação ou de exoneração dos membros dos governos regionais, emitidos por um representante da República.[3][4]

### Estados Unidos
Nos Estados Unidos, durante o século XIX e o início do século XX, um decreto (em inglês:  decree) era uma ordem emitida por uma corte de equidade determinando os direitos das partes ao processo. Desde 1938, com a unificação de lei e equidade nas cortes federais estadunidenses, o termo "julgamento" (em inglês:  judgment) de forma geral substituiu "decreto".

### França
Na França, o decreto (em francês: décret) é um regulamento ou provimento administrativo adotado pelo Presidente da República ou pelo Primeiro-Ministro, em certos casos com o Conselho de Estado. Na hierarquia das fontes do direito, é subordinado à lei, mas superior ao arrêté, regulamento ou provimento administrativo emanado de ministros, prefeitos e outras autoridades administrativas.

### Federação Russa
Na Rússia, o decreto (em russo:  указ, transl. ukaz) é um ato normativo presidencial com força de lei, mas incapaz de alterar a regulação legal preexistente e podendo ser suplantado por leis aprovadas pela Assembleia Federal. Os decretos têm uma longa história no Direito russo, aparecendo pela primeira vez como ato jurídico monárquico no Vladimir-Susdália no século XIV.

### Igreja Católica
Um decreto (latim: decretum) no uso do direito canônico da Igreja Católica tem vários significados. Qualquer bula, breve ou motu proprio papal é um decreto, na medida em que esses documentos são atos legislativos do papa. Nesse sentido, o termo é bastante antigo. As Congregações Romanas tinham anteriormente poderes para emitir decretos em assuntos que estavam sob sua jurisdição particular, mas foram proibidas de continuar a fazê-lo sob o Papa Bento XV em 1917. Cada província eclesiástica e também cada diocese pode emitir decretos em seus sínodos periódicos dentro de sua esfera de autoridade.
Embora, em um sentido geral, todos os documentos promulgados por um concílio ecumênico possam ser chamados de decretos, em um sentido específico alguns desses documentos, como no Concílio Vaticano II, foram chamados mais precisamente de constituições ou declarações.
 

O cânon 29 do Código de Direito Canônico de 1983 define decretos gerais:
Os decretos gerais, pelos quais um legislador competente faz disposições comuns para uma comunidade capaz de receber uma lei, são leis verdadeiras e são reguladas pelas disposições dos cânones sobre leis. 

### Santa Sé
A Santa Sé usa decretos do papa, como bula papal, breve papal ou motu proprio como atos legislativos.